# Temporada 1970-1971 del RCD Espanyol
Dades de la Temporada 1970-1971 del RCD Espanyol.

## Fets Destacats
- 4 d'octubre de 1970: Lliga: Sporting de Gijón 0 - Espanyol 1[5]
- 13 de maig de 1971: Amistós: Espanyol 3 - Bristol City 1[6]
- 16 de maig de 1971: Amistós: Espanyol 3 - Queens Park Rangers 1[7]
- 3 de juny de 1971: Gira per l'URSS: Dinamo Kiev 2 - Espanyol 0[8]
- 6 de juny de 1971: Gira per l'URSS: Zenit Leningrad 0 - Espanyol 0[9]
- 9 de juny de 1971: Gira per l'URSS: Torpedo Moscou 0 - Espanyol 0[10]

## Resultats i Classificació
- Lliga d'Espanya: Onzena posició amb 25 punts (30 partits, 8 victòries, 9 empats, 13 derrotes, 18 gols a favor i 25 en contra).
- Copa d'Espanya: Eliminat pel Real Betis a setzens de final per penals després d'empatar a 0 els dos partits.

## Plantilla
| P   | Jugador                    | Lliga | Lliga | Copa d'Espanya | Copa d'Espanya |
| P   | Jugador                    | PJ    | G     | PJ             | G              |
| --- | -------------------------- | ----- | ----- | -------------- | -------------- |
| POR | Joan Josep Bertomeu        | 19    | -15   | 2              | 0              |
| POR | Francisco Romero           | 11    | -10   | -              | -              |
| POR | Juan Galán                 | -     | -     | -              | -              |
| POR | Ramon Cuello               | -     | -     | -              | -              |
| DEF | Jorge Bernardo Griffa      | 24    | -     | 1              | -              |
| DEF | Antoni Carbonell           | 23    | 2     | 2              | -              |
| DEF | Miguel Ángel Ochoa         | 22    | -     | 1              | -              |
| DEF | Manuel Fernández Osorio    | 17    | -     | 2              | -              |
| DEF | Joan Martínez Vilaseca     | 17    | -     | 1              | -              |
| DEF | Antonio Marín              | 12    | -     | -              | -              |
| DEF | Juan Manuel Tartilán       | 2     | -     | 2              | -              |
| DEF | Josep Maria Rodri          | -     | -     | -              | -              |
| DEF | Guillem Tovar              | -     | -     | -              | -              |
| MIG | José A. Morante Lico       | 29    | -     | 2              | -              |
| MIG | Jesús Glaría               | 29    | 1     | -              | -              |
| MIG | Daniel Solsona             | 25    | 3     | 2              | -              |
| MIG | Rafael Granero             | 9     | -     | 2              | -              |
| MIG | Alfred Parés               | 6     | -     | -              | -              |
| DAV | José María García Lavilla  | 27    | 2     | 2              | -              |
| DAV | Juan María Amiano          | 19    | 2     | -              | -              |
| DAV | Cayetano Ré                | 16    | 3     | -              | -              |
| DAV | José María Sánchez Rodilla | 15    | -     | 1              | -              |
| DAV | Yanko Daucik               | 13    | 1     | 1              | -              |
| DAV | Carmelo Amas               | 13    | -     | 2              | -              |
| DAV | Miguel Ángel Lamata        | 8     | 1     | 2              | -              |
| DAV | Pepín Cabezas              | 8     | 2     | -              | -              |
| DAV | Francisco Antonio Docal    | 7     | 1     | -              | -              |
| DAV | Joaquim Viñas              | -     | -     | -              | -              |
| DAV | Antoni Giralt              | -     | -     | -              | -              |